# Campeonato Europeo de Voleibol Masculino de 2019
El XXXI Campeonato Europeo de Voleibol Masculino se celebró en cuatro países: Francia, Eslovenia, Bélgica y los Países Bajos entre el 12 y el 29 de septiembre de 2019 bajo la organización de la Confederación Europea de Voleibol (CEV) y las federaciones nacionales de las respectivas sedes.
Un total de 24 selecciones nacionales afiliadas a la CEV compitieron por el título de campeón europeo, cuyo anterior portador era el equipo de Rusia, vencedor del Europeo de 2017. 
La selección de Serbia se adjudicó la medalla de oro al derrotar en la final al equipo de Eslovenia con un marcador de 3-1. En el partido por el tercer puesto el conjunto de Polonia venció al de Francia.

## Sedes
| Foto | Grupo      | Ciudad                    | Instalación         | Capacidad |
| ---- | ---------- | ------------------------- | ------------------- | --------- |
|      | A          | Montpellier ( Francia)    | Sud de France Arena | 8000      |
|      | B          | Bruselas ( Bélgica)       | Palais 12           | 15 000    |
|      | B          | Amberes ( Bélgica)        | Lotto Arena         | 5200      |
|      | C          | Liubliana ( Eslovenia)    | Arena Stožice       | 12 480    |
|      | D          | Róterdam ( Países Bajos)  | Rotterdam Ahoy      |           |
|      | D          | Ámsterdam ( Países Bajos) | Sporthallen Zuid    |           |
|      | Fase final | Apeldoorn ( Países Bajos) | Omnisport Apeldoorn |           |
|      | Fase final | Amberes ( Bélgica)        | Sportpaleis         |           |
|      | Fase final | Nates ( Francia)          | Hall XXL            | 9000      |
|      | Fase final | París ( Francia)          | AccorHotels Arena   | 15 000    |

## Grupos
| Grupo A  | Grupo B    | Grupo C     | Grupo D         |
| -------- | ---------- | ----------- | --------------- |
| Francia  | Bélgica    | Eslovenia   | Países Bajos    |
| Italia   | Serbia     | Rusia       | Polonia         |
| Bulgaria | Alemania   | Finlandia   | República Checa |
| Portugal | Eslovaquia | Turquía     | Estonia         |
| Grecia   | España     | Macedonia   | Ucrania         |
| Rumanía  | Austria    | Bielorrusia | Montenegro      |

## Primera fase
- Todos los partidos en la hora local de Francia, Eslovenia, Bélgica y los Países Bajos (UTC+2).

Los primeros cuatro de cada grupo pasan directamente a los octavos de final.

### Grupo A
| Equipo   | Partidos | Partidos | Partidos |      | Sets | Sets | Sets   | Puntos | Puntos | Puntos |
| Equipo   | PJ       | PG       | PP       | Pts. | SG   | SP   | Ratio  | PG     | PP     | Ratio  |
| -------- | -------- | -------- | -------- | ---- | ---- | ---- | ------ | ------ | ------ | ------ |
| Francia  | 5        | 5        | 0        | 15   | 15   | 1    | 15,000 | 398    | 303    | 1,313  |
| Italia   | 5        | 4        | 1        | 12   | 13   | 6    | 2,167  | 452    | 389    | 1,162  |
| Bulgaria | 5        | 3        | 2        | 9    | 10   | 7    | 1,429  | 396    | 394    | 1,005  |
| Grecia   | 5        | 1        | 4        | 3    | 5    | 13   | 0,385  | 386    | 432    | 0,893  |
| Portugal | 5        | 1        | 4        | 3    | 5    | 13   | 0,385  | 386    | 433    | 0,891  |
| Rumanía  | 5        | 1        | 4        | 3    | 5    | 13   | 0,385  | 372    | 439    | 0,847  |

- Resultados

| Fecha | Hora  | Partido¹ | Partido¹ | Partido¹ | Res.  | Set 1 | Set 2 | Set 3 | Set 4 | Set 5 | Total    |
| ----- | ----- | -------- | -------- | -------- | ----- | ----- | ----- | ----- | ----- | ----- | -------- |
| 12.09 | 14:15 | Bulgaria | –        | Grecia   | 3 – 0 | 25-22 | 25-16 | 25-20 | –     | –     | 75 – 58  |
| 12.09 | 17:15 | Portugal | –        | Italia   | 0 – 3 | 21-25 | 10-25 | 22-25 | –     | –     | 53 – 75  |
| 12.09 | 20:45 | Francia  | –        | Rumanía  | 3 – 0 | 25-19 | 25-14 | 25-16 | –     | –     | 75 – 49  |
| 13.09 | 17:15 | Bulgaria | –        | Rumanía  | 3 – 0 | 28-26 | 25-20 | 25-20 | –     | –     | 78 – 66  |
| 13.09 | 20:45 | Italia   | –        | Grecia   | 3 – 1 | 17-25 | 25-23 | 25-19 | 25-18 | –     | 92 – 85  |
| 14.09 | 17:15 | Grecia   | –        | Francia  | 0 – 3 | 14-25 | 18-25 | 24-26 | –     | –     | 56 – 76  |
| 14.09 | 20:45 | Bulgaria | –        | Portugal | 3 – 1 | 25-23 | 28-30 | 25-23 | 25-22 | –     | 103 – 98 |
| 15.09 | 14:00 | Rumanía  | –        | Italia   | 1 – 3 | 15-25 | 14-25 | 25-23 | 14-25 | –     | 68 – 98  |
| 15.09 | 17:30 | Portugal | –        | Francia  | 0 – 3 | 11-25 | 20-25 | 23-25 | –     | –     | 54 – 75  |
| 16.09 | 17:15 | Rumanía  | –        | Grecia   | 1 – 3 | 25-23 | 24-26 | 25-27 | 21-25 | –     | 95 – 101 |
| 16.09 | 20:45 | Francia  | –        | Bulgaria | 3 – 0 | 25-19 | 25-21 | 25-14 | –     | –     | 75 – 54  |
| 17.09 | 14:00 | Grecia   | –        | Portugal | 1 – 3 | 25-19 | 21-25 | 23-25 | 17-25 | –     | 86 – 94  |
| 17.09 | 19:30 | Italia   | –        | Bulgaria | 3 – 1 | 22-25 | 25-23 | 25-21 | 25-17 | –     | 97 – 86  |
| 18.09 | 14:00 | Portugal | –        | Rumanía  | 1 – 3 | 21-25 | 25-19 | 18-25 | 23-25 | –     | 87 – 94  |
| 18.09 | 20:45 | Francia  | –        | Italia   | 3 – 1 | 25-22 | 22-25 | 25-21 | 25-22 | –     | 97 – 90  |

- (¹) – Todos en Montpellier.

### Grupo B
| Equipo     | Partidos | Partidos | Partidos |      | Sets | Sets | Sets   | Puntos | Puntos | Puntos |
| Equipo     | PJ       | PG       | PP       | Pts. | SG   | SP   | Ratio  | PG     | PP     | Ratio  |
| ---------- | -------- | -------- | -------- | ---- | ---- | ---- | ------ | ------ | ------ | ------ |
| Serbia     | 5        | 5        | 0        | 15   | 15   | 1    | 15,000 | 396    | 313    | 1,265  |
| Bélgica    | 5        | 4        | 1        | 11   | 12   | 5    | 2,400  | 386    | 345    | 1,119  |
| Alemania   | 5        | 2        | 3        | 7    | 9    | 9    | 1,000  | 397    | 394    | 1,008  |
| España     | 5        | 2        | 3        | 6    | 9    | 12   | 0,750  | 454    | 471    | 0,964  |
| Eslovaquia | 5        | 2        | 3        | 5    | 6    | 12   | 0,500  | 386    | 423    | 0,912  |
| Austria    | 5        | 0        | 5        | 1    | 3    | 15   | 0,200  | 360    | 433    | 0,831  |

- Resultados

| Fecha | Hora  | Partido¹   | Partido¹ | Partido¹   | Res.  | Set 1 | Set 2 | Set 3 | Set 4 | Set 5 | Total     |
| ----- | ----- | ---------- | -------- | ---------- | ----- | ----- | ----- | ----- | ----- | ----- | --------- |
| 13.09 | 15:00 | Serbia     | –        | Alemania   | 3 – 0 | 25-21 | 25-17 | 25-15 | –     | –     | 75 – 53   |
| 13.09 | 17:30 | Eslovaquia | –        | España     | 3 – 2 | 25-23 | 25-23 | 20-25 | 16-25 | 18-16 | 104 – 112 |
| 13.09 | 20:30 | Bélgica    | –        | Austria    | 3 – 0 | 25-17 | 25-23 | 25-17 | –     | –     | 75 – 57   |
| 14.09 | 17:30 | Eslovaquia | –        | Austria    | 3 – 1 | 19-25 | 25-20 | 25-21 | 25-15 | –     | 94 – 81   |
| 14.09 | 20:00 | Alemania   | –        | Bélgica    | 2 – 3 | 23-25 | 17-25 | 25-22 | 25-15 | 13-15 | 103 – 102 |
| 15.09 | 15:30 | España     | –        | Bélgica    | 0 – 3 | 17-25 | 21-25 | 14-25 | –     | –     | 52 – 75   |
| 15.09 | 18:00 | Serbia     | –        | Eslovaquia | 3 – 0 | 25-19 | 25-20 | 25-21 | –     | –     | 75 – 60   |
| 16.09 | 17:30 | Austria    | –        | Alemania   | 0 – 3 | 23-25 | 15-25 | 16-25 | –     | –     | 54 – 75   |
| 16.09 | 20:30 | España     | –        | Serbia     | 1 – 3 | 25-21 | 19-25 | 19-25 | 20-25 | –     | 83 – 96   |
| 17.09 | 17:30 | Austria    | –        | España     | 2 – 3 | 23-25 | 28-26 | 23-25 | 25-23 | 11-15 | 110 – 114 |
| 17.09 | 20:30 | Eslovaquia | –        | Bélgica    | 0 – 3 | 23-25 | 20-25 | 15-25 | –     | –     | 58 – 75   |
| 18.09 | 17:30 | Alemania   | –        | Eslovaquia | 3 – 0 | 25-23 | 30-28 | 25-19 | –     | –     | 80 – 70   |
| 18.09 | 20:30 | Bélgica    | –        | Serbia     | 0 – 3 | 19-25 | 21-25 | 19-25 | –     | –     | 59 – 75   |
| 19.09 | 17:30 | España     | –        | Alemania   | 3 – 1 | 25-22 | 25-20 | 18-25 | 25-19 | –     | 93 – 86   |
| 19.09 | 20:30 | Serbia     | –        | Austria    | 3 – 0 | 25-16 | 25-22 | 25-20 | –     | –     | 75 – 58   |

- (¹) – Los primeros cinco partidos en Bruselas, el resto en Amberes.

### Grupo C
| Equipo      | Partidos | Partidos | Partidos |      | Sets | Sets | Sets  | Puntos | Puntos | Puntos |
| Equipo      | PJ       | PG       | PP       | Pts. | SG   | SP   | Ratio | PG     | PP     | Ratio  |
| ----------- | -------- | -------- | -------- | ---- | ---- | ---- | ----- | ------ | ------ | ------ |
| Rusia       | 5        | 5        | 0        | 15   | 15   | 2    | 7,500 | 427    | 329    | 1,298  |
| Eslovenia   | 5        | 3        | 2        | 9    | 10   | 7    | 1,429 | 419    | 376    | 1,114  |
| Turquía     | 5        | 2        | 3        | 7    | 9    | 10   | 0,900 | 413    | 421    | 0,981  |
| Finlandia   | 5        | 2        | 3        | 6    | 9    | 12   | 0,750 | 455    | 472    | 0,964  |
| Macedonia   | 5        | 2        | 3        | 6    | 7    | 11   | 0,636 | 409    | 445    | 0,919  |
| Bielorrusia | 5        | 1        | 4        | 2    | 6    | 14   | 0,429 | 404    | 484    | 0,835  |

- Resultados

| Fecha | Hora  | Partido¹    | Partido¹ | Partido¹    | Res.  | Set 1 | Set 2 | Set 3 | Set 4 | Set 5 | Total     |
| ----- | ----- | ----------- | -------- | ----------- | ----- | ----- | ----- | ----- | ----- | ----- | --------- |
| 12.09 | 14:30 | Turquía     | –        | Rusia       | 1 – 3 | 13-25 | 25-23 | 17-25 | 15-25 | –     | 70 – 98   |
| 12.09 | 17:30 | Finlandia   | –        | Macedonia   | 3 – 1 | 25-23 | 25-22 | 23-25 | 25-21 | –     | 98 – 91   |
| 12.09 | 20:30 | Eslovenia   | –        | Bielorrusia | 3 – 0 | 25-17 | 25-14 | 25-19 | –     | –     | 75 – 50   |
| 13.09 | 17:30 | Macedonia   | –        | Turquía     | 0 – 3 | 20-25 | 23-25 | 13-25 | –     | –     | 56 – 75   |
| 13.09 | 20:30 | Bielorrusia | –        | Rusia       | 1 – 3 | 25-23 | 17-25 | 22-25 | 10-25 | –     | 74 – 98   |
| 14.09 | 17:30 | Macedonia   | –        | Rusia       | 0 – 3 | 15-25 | 16-25 | 28-30 | –     | –     | 59 – 80   |
| 14.09 | 20:30 | Eslovenia   | –        | Finlandia   | 3 – 1 | 25-18 | 26-24 | 24-26 | 25-15 | –     | 100 – 83  |
| 15.09 | 17:30 | Bielorrusia | –        | Finlandia   | 3 – 2 | 13-25 | 17-25 | 30-28 | 25-22 | 15-13 | 100 – 113 |
| 15.09 | 20:30 | Turquía     | –        | Eslovenia   | 0 – 3 | 28-30 | 16-25 | 23-25 | –     | –     | 67 – 80   |
| 16.09 | 17:30 | Rusia       | –        | Finlandia   | 3 – 0 | 25-17 | 26-24 | 25-22 | –     | –     | 76 – 63   |
| 16.09 | 20:30 | Bielorrusia | –        | Macedonia   | 1 – 3 | 25-23 | 19-25 | 27-29 | 20-25 | –     | 91 – 102  |
| 17.09 | 17:30 | Eslovenia   | –        | Macedonia   | 1 – 3 | 24-26 | 28-30 | 25-19 | 24-26 | –     | 101 – 101 |
| 17.09 | 20:30 | Turquía     | –        | Bielorrusia | 3 – 1 | 25-21 | 26-24 | 20-25 | 25-19 | –     | 96 – 89   |
| 18.09 | 17:30 | Eslovenia   | –        | Rusia       | 0 – 3 | 21-25 | 21-25 | 21-25 | –     | –     | 63 – 75   |
| 18.09 | 20:30 | Finlandia   | –        | Turquía     | 3 – 2 | 25-20 | 15-25 | 18-25 | 25-23 | 15-12 | 98 – 105  |

- (¹) – Todos en Liubliana.

### Grupo D
| Equipo          | Partidos | Partidos | Partidos |      | Sets | Sets | Sets   | Puntos | Puntos | Puntos |
| Equipo          | PJ       | PG       | PP       | Pts. | SG   | SP   | Ratio  | PG     | PP     | Ratio  |
| --------------- | -------- | -------- | -------- | ---- | ---- | ---- | ------ | ------ | ------ | ------ |
| Polonia         | 5        | 5        | 0        | 15   | 15   | 1    | 15,000 | 400    | 283    | 1,413  |
| Países Bajos    | 5        | 3        | 2        | 10   | 11   | 7    | 1,571  | 412    | 383    | 1,076  |
| Ucrania         | 5        | 3        | 2        | 9    | 9    | 8    | 1,125  | 385    | 367    | 1,049  |
| República Checa | 5        | 2        | 3        | 6    | 9    | 11   | 0,818  | 433    | 447    | 0,969  |
| Montenegro      | 5        | 2        | 3        | 5    | 7    | 11   | 0,636  | 348    | 426    | 0,817  |
| Estonia         | 5        | 0        | 5        | 0    | 2    | 15   | 0,133  | 367    | 439    | 0,836  |

- Resultados

| Fecha | Hora  | Partido¹        | Partido¹ | Partido¹        | Res.  | Set 1 | Set 2 | Set 3 | Set 4 | Set 5 | Total     |
| ----- | ----- | --------------- | -------- | --------------- | ----- | ----- | ----- | ----- | ----- | ----- | --------- |
| 13.09 | 14:00 | República Checa | –        | Ucrania         | 1 – 3 | 21-25 | 19-25 | 25-19 | 22-25 | –     | 87 – 94   |
| 13.09 | 17:00 | Estonia         | –        | Polonia         | 1 – 3 | 22-25 | 27-25 | 22-25 | 17-25 | –     | 88 – 100  |
| 13.09 | 20:00 | Países Bajos    | –        | Montenegro      | 3 – 0 | 25-13 | 25-17 | 25-15 | –     | –     | 75 – 45   |
| 14.09 | 16:00 | Ucrania         | –        | Países Bajos    | 0 – 3 | 26-28 | 27-29 | 21-25 | –     | –     | 74 – 82   |
| 14.09 | 19:00 | Estonia         | –        | Montenegro      | 0 – 3 | 23-25 | 28-30 | 23-25 | –     | –     | 74 – 80   |
| 15.09 | 16:00 | Países Bajos    | –        | Polonia         | 0 – 3 | 19-25 | 18-25 | 19-25 | –     | –     | 56 – 75   |
| 15.09 | 19:00 | República Checa | –        | Estonia         | 3 – 0 | 25-18 | 34-32 | 28-26 | –     | –     | 87 – 76   |
| 16.09 | 17:00 | Montenegro      | –        | Ucrania         | 1 – 3 | 25-19 | 18-25 | 15-25 | 19-25 | –     | 77 – 94   |
| 16.09 | 20:00 | Polonia         | –        | República Checa | 3 – 0 | 25-18 | 25-12 | 25-15 | –     | –     | 75 – 45   |
| 17.09 | 17:00 | Montenegro      | –        | Polonia         | 0 – 3 | 10-25 | 17-25 | 19-25 | –     | –     | 46 – 75   |
| 17.09 | 20:00 | Estonia         | –        | Países Bajos    | 1 – 3 | 25-22 | 19-25 | 19-25 | 20-25 | –     | 83 – 97   |
| 18.09 | 16:00 | Ucrania         | –        | Estonia         | 3 – 0 | 25-17 | 25-15 | 25-14 | –     | –     | 75 – 46   |
| 18.09 | 20:00 | Países Bajos    | –        | República Checa | 2 – 3 | 18-25 | 25-18 | 20-25 | 25-22 | 14-16 | 102 – 106 |
| 19.09 | 17:00 | República Checa | –        | Montenegro      | 2 – 3 | 23-25 | 25-14 | 22-25 | 25-21 | 13-15 | 108 – 100 |
| 19.09 | 20:00 | Polonia         | –        | Ucrania         | 3 – 0 | 25-17 | 25-16 | 25-15 | –     | –     | 75 – 48   |

- (¹) – Los primeros nueve partidos en Róterdam y los otros seis en Ámsterdam.

## Fase final
- Todos los partidos en la hora local de Francia, Eslovenia, Bélgica y los Países Bajos (UTC+2).

|  | Octavos de final | Octavos de final |           |         | Cuartos de final | Cuartos de final |  |         | Semifinales | Semifinales |         |              | Final        | Final |  |
|  |                  |                  |           |         |                  |                  |  |         |             |             |         |              |              |       |  |
|  |                  |                  |           |         |                  |                  |  |         |             |             |         |              |              |       |  |
|  | Serbia           | 3                |           |         |                  |                  |  |         |             |             |         |              |              |       |  |
|  | Serbia           | 3                |           |         |                  |                  |  |         |             |             |         |              |              |       |  |
|  | República Checa  | 0                |           |         |                  |                  |  |         |             |             |         |              |              |       |  |
|  | República Checa  | 0                |           | Serbia  | 3                |                  |  |         |             |             |         |              |              |       |  |
|  |                  |                  |           | Serbia  | 3                |                  |  |         |             |             |         |              |              |       |  |
|  |                  |                  | Ucrania   | 2       |                  |                  |  |         |             |             |         |              |              |       |  |
|  | Bélgica          | 2                | Ucrania   | 2       |                  |                  |  |         |             |             |         |              |              |       |  |
|  | Bélgica          | 2                |           |         |                  |                  |  |         |             |             |         |              |              |       |  |
|  | Ucrania          | 3                |           |         |                  |                  |  |         |             |             |         |              |              |       |  |
|  | Ucrania          | 3                |           |         |                  |                  |  | Serbia  | 3           |             |         |              |              |       |  |
|  |                  |                  |           |         |                  |                  |  | Serbia  | 3           |             |         |              |              |       |  |
|  |                  |                  | Francia   | 2       |                  |                  |  |         |             |             |         |              |              |       |  |
|  | Francia          | 3                | Francia   | 2       |                  |                  |  |         |             |             |         |              |              |       |  |
|  | Francia          | 3                |           |         |                  |                  |  |         |             |             |         |              |              |       |  |
|  | Finlandia        | 0                |           |         |                  |                  |  |         |             |             |         |              |              |       |  |
|  | Finlandia        | 0                |           | Francia | 3                |                  |  |         |             |             |         |              |              |       |  |
|  |                  |                  |           | Francia | 3                |                  |  |         |             |             |         |              |              |       |  |
|  |                  |                  | Italia    | 0       |                  |                  |  |         |             |             |         |              |              |       |  |
|  | Italia           | 3                | Italia    | 0       |                  |                  |  |         |             |             |         |              |              |       |  |
|  | Italia           | 3                |           |         |                  |                  |  |         |             |             |         |              |              |       |  |
|  | Turquía          | 0                |           |         |                  |                  |  |         |             |             |         |              |              |       |  |
|  | Turquía          | 0                |           |         |                  |                  |  |         |             |             |         | Serbia       | 3            |       |  |
|  |                  |                  |           |         |                  |                  |  |         |             |             |         | Serbia       | 3            |       |  |
|  |                  |                  | Eslovenia | 1       |                  |                  |  |         |             |             |         |              |              |       |  |
|  | Polonia          | 3                | Eslovenia | 1       |                  |                  |  |         |             |             |         |              |              |       |  |
|  | Polonia          | 3                |           |         |                  |                  |  |         |             |             |         |              |              |       |  |
|  | España           | 0                |           |         |                  |                  |  |         |             |             |         |              |              |       |  |
|  | España           | 0                |           | Polonia | 3                |                  |  |         |             |             |         |              |              |       |  |
|  |                  |                  |           | Polonia | 3                |                  |  |         |             |             |         |              |              |       |  |
|  |                  |                  | Alemania  | 0       |                  |                  |  |         |             |             |         |              |              |       |  |
|  | Países Bajos     | 1                | Alemania  | 0       |                  |                  |  |         |             |             |         |              |              |       |  |
|  | Países Bajos     | 1                |           |         |                  |                  |  |         |             |             |         |              |              |       |  |
|  | Alemania         | 3                |           |         |                  |                  |  |         |             |             |         |              |              |       |  |
|  | Alemania         | 3                |           |         |                  |                  |  | Polonia | 1           |             |         |              |              |       |  |
|  |                  |                  |           |         |                  |                  |  | Polonia | 1           |             |         |              |              |       |  |
|  |                  |                  | Eslovenia | 3       |                  |                  |  |         |             |             |         |              |              |       |  |
|  | Rusia            | 3                | Eslovenia | 3       |                  |                  |  |         |             |             |         |              |              |       |  |
|  | Rusia            | 3                |           |         |                  |                  |  |         |             |             |         |              |              |       |  |
|  | Grecia           | 0                |           |         |                  |                  |  |         |             |             |         |              |              |       |  |
|  | Grecia           | 0                |           | Rusia   | 1                |                  |  |         |             |             |         | Tercer lugar | Tercer lugar |       |  |
|  |                  |                  |           | Rusia   | 1                |                  |  |         |             |             |         | Tercer lugar | Tercer lugar |       |  |
|  |                  |                  | Eslovenia | 3       |                  |                  |  |         |             |             |         |              |              |       |  |
|  | Eslovenia        | 3                | Eslovenia | 3       |                  |                  |  |         |             |             | Francia | 0            |              |       |  |
|  | Eslovenia        | 3                |           |         |                  |                  |  |         |             |             | Francia | 0            |              |       |  |
|  | Bulgaria         | 1                |           |         |                  |                  |  |         |             |             |         |              | Polonia      | 3     |  |
|  | Bulgaria         | 1                |           |         |                  |                  |  |         |             |             |         |              | Polonia      | 3     |  |
|  |                  |                  |           |         |                  |                  |  |         |             |             |         |              |              |       |  |

### Octavos de final
| Fecha | Hora  | Partido¹     | Partido¹ | Partido¹        | Res.  | Set 1 | Set 2 | Set 3 | Set 4 | Set 5 | Total     |
| ----- | ----- | ------------ | -------- | --------------- | ----- | ----- | ----- | ----- | ----- | ----- | --------- |
| 21.09 | 16:00 | Países Bajos | –        | Alemania        | 1 – 3 | 17-25 | 22-25 | 32-30 | 23-25 | –     | 94 – 105  |
| 21.09 | 20:00 | Polonia      | –        | España          | 3 – 0 | 25-18 | 25-13 | 25-16 | –     | –     | 75 – 47   |
| 21.09 | 17:30 | Rusia        | –        | Grecia          | 3 – 0 | 25-16 | 25-15 | 25-16 | –     | –     | 75 – 47   |
| 21.09 | 20:30 | Eslovenia    | –        | Bulgaria        | 3 – 1 | 25-27 | 25-17 | 25-16 | 25-17 | –     | 100 – 77  |
| 21.09 | 17:30 | Serbia       | –        | República Checa | 3 – 0 | 31-29 | 25-21 | 25-18 | –     | –     | 81 – 68   |
| 21.09 | 20:30 | Bélgica      | –        | Ucrania         | 2 – 3 | 22-25 | 25-21 | 25-14 | 18-25 | 10-15 | 100 – 100 |
| 21.09 | 19:30 | Francia      | –        | Finlandia       | 3 – 0 | 25-16 | 25-23 | 25-21 | –     | –     | 75 – 60   |
| 22.09 | 17:00 | Italia       | –        | Turquía         | 3 – 0 | 25-22 | 25-18 | 25-21 | –     | –     | 75 – 61   |

- (¹) – Por pares, empezando por arriba, las sedes son Países Bajos, Eslovenia, Bélgica y Francia.

### Cuartos de final
| Fecha | Hora  | Partido¹ | Partido¹ | Partido¹  | Res.  | Set 1 | Set 2 | Set 3 | Set 4 | Set 5 | Total     |
| ----- | ----- | -------- | -------- | --------- | ----- | ----- | ----- | ----- | ----- | ----- | --------- |
| 23.09 | 20:00 | Polonia  | –        | Alemania  | 3 – 0 | 25-19 | 25-21 | 25-18 | –     | –     | 75 – 58   |
| 23.09 | 20:30 | Rusia    | –        | Eslovenia | 1 – 3 | 23-25 | 22-25 | 25-21 | 21-25 | –     | 91 – 96   |
| 24.09 | 20:30 | Serbia   | –        | Ucrania   | 3 – 2 | 21-25 | 25-23 | 25-22 | 19-25 | 15-9  | 105 – 104 |
| 24.09 | 20:45 | Francia  | –        | Italia    | 3 – 0 | 25-16 | 27-25 | 25-14 | –     | –     | 77 – 55   |

- (¹) – Por orden las sedes son: Países Bajos, Eslovenia, Bélgica y Francia.

### Semifinales
| Fecha | Hora  | Partido¹ | Partido¹ | Partido¹  | Res.  | Set 1 | Set 2 | Set 3 | Set 4 | Set 5 | Total     |
| ----- | ----- | -------- | -------- | --------- | ----- | ----- | ----- | ----- | ----- | ----- | --------- |
| 26.09 | 20:30 | Polonia  | –        | Eslovenia | 1 – 3 | 23-25 | 26-24 | 22-25 | 23-25 | –     | 94 – 99   |
| 27.09 | 20:45 | Serbia   | –        | Francia   | 3 – 2 | 23-25 | 25-23 | 25-21 | 17-25 | 15-7  | 105 – 101 |

- (¹) – El primero en Liubliana y el segundo en París.

### Tercer lugar
| Fecha | Hora  | Partido¹ | Partido¹ | Partido¹ | Res.  | Set 1 | Set 2 | Set 3 | Set 4 | Set 5 | Total   |
| ----- | ----- | -------- | -------- | -------- | ----- | ----- | ----- | ----- | ----- | ----- | ------- |
| 28.09 | 18:00 | Francia  | –        | Polonia  | 0 – 3 | 24-26 | 22-25 | 21-25 | –     | –     | 67 – 76 |

- (¹) – En París.

### Final
| Fecha | Hora  | Partido¹ | Partido¹ | Partido¹  | Res.  | Set 1 | Set 2 | Set 3 | Set 4 | Set 5 | Total   |
| ----- | ----- | -------- | -------- | --------- | ----- | ----- | ----- | ----- | ----- | ----- | ------- |
| 29.09 | 17:30 | Serbia   | –        | Eslovenia | 3 – 1 | 19-25 | 25-16 | 25-18 | 25-20 | –     | 94 – 79 |

- (¹) – En París.

## Medallero
| Serbia | Eslovenia | Polonia |
| Aleksandar Atanasijević Lazar Ćirović Marko Ivović Nikola Jovović Uroš Kovačević Petar Krsmanović Srećko Lisinac Dražen Luburić Neven Majstorović Aleksandar Okolić Nikola Peković Nemanja Petrić Marko Podraščanin Vuk Todorović | Klemen Čebulj Mitja Gasparini Jan Klobučar Jani Kovačič Jan Kozamernik Alen Pajenk Uroš Planinšič Sašo Štalekar Alen Šket Tonček Štern Žiga Štern Tine Urnaut Matic Videčnik Dejan Vinčić | Mateusz Bieniek Fabian Drzyzga Karol Kłos Jakub Kochanowski Marcin Komenda Dawid Konarski Michał Kubiak Wilfredo León Maciej Muzaj Piotr Nowakowski Aleksander Śliwka Artur Szalpuk Damian Wojtaszek Paweł Zatorski |
| Slobodan Kovač (seleccionador) | Alberto Giuliani (seleccionador) | Vital Heynen (seleccionador) |

## Estadísticas

### Clasificación general
| 1. Serbia           |
| 2. Eslovenia        |
| 3. Polonia          |
| 4. Francia          |
| 5. Rusia            |
| 6. Italia           |
| 7. Ucrania          |
| 8. Alemania         |
| 9. Bélgica          |
| 10. Países Bajos    |
| 11. Bulgaria        |
| 12. Turquía         |
| 13. República Checa |
| 14. Finlandia       |
| 15. España          |
| 16. Grecia          |
| 17. Macedonia       |
| 18. Montenegro      |
| 19. Eslovaquia      |
| 20. Portugal        |
| 21. Rumanía         |
| 22. Bielorrusia     |
| 23. Austria         |
| 24. Estonia         |

### Máximos anotadores
| N.º | Nombre                  | Selección       | Puntos | Partidos jugados |
| --- | ----------------------- | --------------- | ------ | ---------------- |
| 1   | Stéphen Boyer           | Francia         | 158    | 9                |
| 2   | Nimir Abdel-Aziz        | Países Bajos    | 152    | 6                |
| 3   | Aleksandar Atanasijević | Serbia          | 143    | 7                |
| 4   | Uroš Kovačević          | Serbia          | 133    | 8                |
| 5   | Jan Hadrava             | República Checa | 126    | 6                |

Fuente: 